# آرنه مولر
آرنه مولر (بالنرويجية البوكمول: Arne Møller)‏ هو لاعب كرة قدم نرويجي في مركز الوسط، ولد في 6 أبريل 1960. شارك مع منتخب النرويج لكرة القدم. أما مع النوادي، فقد لعب مع أريس تسالونيكي ونادي بران.

## وصلات خارجية
- آرنه مولر على موقع اتحاد النرويج (النرويجية)
- آرنه مولر على موقع قاعدة بيانات كرة القدم.إي يو (الإنجليزية)
- آرنه مولر على موقع عالم كرة القدم.نت (الإنجليزية)